# Lunar Orbiter 4
Met Lunar Orbiter 4 wilde men voordeel trekken uit het feit dat de vorige drie Lunar Orbiters alle voorbereidingen voor het Apolloproject hadden voltooid. Lunar Orbiter 4 kreeg een algemenere taak, namelijk om een breed fotografische overzicht te maken van het maanoppervlak om de wetenschappelijke kennis van haar aard, oorsprong en processen te vergroten en om als basis te dienen voor het uitkiezen van plekken voor verder onderzoek door middel van satellieten of landers.
Lunar Orbiter 4 had ook instrumenten om gegevens te verzamelen op landmeetkundig gebied, over het stralingsniveau, en over de inslag van micrometeorieten. Het ruimteschip werd in een hoge vrijwel polaire baan geplaatst. De baan was 2706 x 6111 km met een inclinatie van 85,5 graden en een periode van 12 uur.
Na de eerste foto’s op 11 mei 1967 ontstonden er problemen met de warmteklep van de camera, die niet goed meer reageerde op commando’s. Omdat men vreesde dat de klep vast zou komen te zitten terwijl die gesloten was, besloot men die open te houden. Dit vereiste dat er elke omloop bewegingsmanoeuvres werden verricht om te voorkomen dat de film bedorven zou worden doordat er licht op kwam. Op 13 mei ontdekte men dat een deel van de film aan het bederven was en de klep werd getest en gedeeltelijk gesloten. Hierdoor werd de lens wat wazig door condensvorming. Een andere stand verhoogde de temperatuur weer, waardoor de foto’s weer helder werden.
Op 20 mei leidden blijvende problemen met het transportmechanisme tot de beslissing om het fotografische deel van de missie op 26 mei te stoppen. Ondanks deze problemen kon de gehele film worden doorgezonden en bekeken.
De foto’s werden genomen tussen 11 en 26 mei 1967 en kwamen binnen tot 1 juni 1967. Daarna werd de baan verlaagd om gegevens te verzamelen over welke baan de beste zou zijn voor Lunar Orbiter 5. 419 detailopnamen en 127 overzichtsopnamen werden verkregen, waarmee 99% van de voorkant van de maan in kaart werd gebracht met een oplossend vermogen van 58 tot 134 meter.
Van alle andere instrumenten werden betrouwbare gegevens verkregen. Het stralingsniveau bleek samen te hangen met activiteit van de zon. Het ruimteschip kon gevolgd worden tot het door natuurlijk verval van de baan op het maanoppervlak neerstortte. Dat was niet later dan 31 oktober 1967, tussen 22 en 30 graden Westerlengte.
| Maanfoto’s               | In kaart brengen van de Maan.                            |
| Meteoriet detectoren     | Detectie van micrometeorieten in de omgeving van de maan |
| Cesium Jodide dosimeters | Straling meten op de weg naar en rond de maan            |
| Selenodesie              | Zwaartekrachtveld en fysieke eigenschappen van de maan.  |